# 阿部伸行
阿部 伸行（あべ のぶゆき、1984年4月27日 - ）は、東京都東大和市出身の元サッカー選手。ポジションはゴールキーパー（GK）。

## 来歴

### プロ入り前
小学校4年生（9歳）時にサッカーを始める。FC東京ファンの両親の影響もあって、高校生時にはFC東京U-18に加入。高校2年時（2001年）にはクラブユース選手権で優勝を経験している。シュートストップを磨いて、3年時（2002年）にはトップチームの練習に帯同したものの昇格は叶わず、2003年に流通経済大学へ進学。同大学サッカー部では先輩の塩田仁史が卒業しFC東京へ入団した後を引き継ぎゴールマウスを守った。コーチングやキック精度を高め、4年時（2006年）には関東大学リーグ1部で優勝。同期には阿部嵩、糸数昌太、久保田圭一、難波宏明、西森正明、船山祐二らがいた。全日本大学選抜にも選出され、2度のデンソーカップ優勝を果たし、ベストGKにも選出された。2004年1月にはカタール国際ユーストーナメントで正GKを務めた。

### FC東京
2005年にJFA特別指定選手となりFC東京の練習に参加、2007年に大学を卒業し、FC東京に正式に入団した。FC東京において下部組織から大学経由でトップチーム入りした例は阿部が初。2007年は、塩田と土肥洋一の控えとしてリーグ戦4試合でベンチ入りしたが、土肥が退団した2008年には新加入の荻晃太が第2GKに据えられ、ベンチ入りすらできなかった。2009年は、塩田が虫垂炎・腸閉塞を発症するなどシーズン開幕前からGKに離脱者が相次いだが、阿部もキャンプでフルメニューをこなすことができず、開幕スタメンには権田修一が入り、そのまま正GKとして定着。塩田もシーズン半ばに復帰したため、阿部が出場機会を得ることはなく、2010年限りで退団した。2008年から2010年にはJリーグ選手協会の副支部長を務めている。

### 湘南ベルマーレ
2011年、湘南ベルマーレに完全移籍。同年10月8日、天皇杯2回戦ファジアーノ岡山ネクスト戦でプロ入り後初の公式戦出場を果たしたが、野澤洋輔と西部洋平の前にレギュラーを掴むには至らなかった。持ち前のキックを武器に地道な努力を続け、両選手が退団した2012年には京都との開幕戦で念願のリーグ戦初出場を果たし、その後も金永基を抑えて正GKの座を掴み、3年ぶりのJ1昇格に貢献した。2013年は自身初となるJ1での出場を続けていたが、J1第13節広島戦での頭部裂傷 を機に安藤駿介とアレックス・サンターナにポジションを明け渡し、終盤戦な完全に控えとなった。結局、13試合の出場に留まった。同年結婚。2014年は日本人最年長選手として若いチームを支えたが、シーズン開幕前の負傷が響いて 正GKには新加入の秋元陽太が据えられ、出場機会は無かった。同年限りで湘南とは契約満了。

### ギラヴァンツ北九州
2015年よりギラヴァンツ北九州へ完全移籍。移籍後は鈴木彩貴との併用になったものの、2年間でリーグ戦48試合に出場した。

### AC長野パルセイロ
2017年、AC長野パルセイロに完全移籍。移籍当初はレギュラーポジションだったものの、2018年以降は小澤章人にその座を脅かされるようになった。

### FC東京復帰
2021年1月5日、古巣のFC東京への完全移籍が発表された。2010年以来、11シーズンぶりの復帰となる。しかし公式戦の出場機会は無く、このシーズン限りで契約満了となった。

### いわてグルージャ盛岡
2021年12月30日、いわてグルージャ盛岡への完全移籍が発表された。
2022年12月15日、同シーズン限りで現役を引退することが発表された。

## 所属クラブ
- 1994年 - 1996年 大和サンデーズ (東大和市立第五小学校[1])
- 1997年 - 1999年 東大和市立第三中学校[1]
- 2000年 - 2002年 FC東京U-18 (都立東村山西高校[3])
- 2003年 - 2006年 流通経済大学 (法学部[5])
  - 2005年  FC東京 (特別指定選手)
- 2007年 - 2010年  FC東京
- 2011年 - 2014年  湘南ベルマーレ
- 2015年 - 2016年  ギラヴァンツ北九州
- 2017年 - 2020年  AC長野パルセイロ
- 2021年  FC東京
- 2022年  いわてグルージャ盛岡

## 個人成績
| 国内大会個人成績 | 国内大会個人成績 | 国内大会個人成績 | 国内大会個人成績 | 国内大会個人成績 | 国内大会個人成績 | 国内大会個人成績 | 国内大会個人成績 | 国内大会個人成績 | 国内大会個人成績 | 国内大会個人成績 | 国内大会個人成績 |
| 年度             | クラブ           | 背番号           | リーグ           | リーグ戦         | リーグ戦         | リーグ杯         | リーグ杯         | オープン杯       | オープン杯       | 期間通算         | 期間通算         |
| 年度             | クラブ           | 背番号           | リーグ           | 出場             | 得点             | 出場             | 得点             | 出場             | 得点             | 出場             | 得点             |
| 日本             | 日本             | 日本             | 日本             | リーグ戦         | リーグ戦         | リーグ杯         | リーグ杯         | 天皇杯           | 天皇杯           | 期間通算         | 期間通算         |
| ---------------- | ---------------- | ---------------- | ---------------- | ---------------- | ---------------- | ---------------- | ---------------- | ---------------- | ---------------- | ---------------- | ---------------- |
| 2005             | 流経大           | 1                | JFL              | 11               | 0                | -                | -                | -                | -                | 11               | 0                |
| 2006             | 流経大           | 1                | JFL              | 6                | 0                | -                | -                | 0                | 0                | 6                | 0                |
| 2007             | FC東京           | 31               | J1               | 0                | 0                | 0                | 0                | 0                | 0                | 0                | 0                |
| 2008             | FC東京           | 21               | J1               | 0                | 0                | 0                | 0                | 0                | 0                | 0                | 0                |
| 2009             | FC東京           | 21               | J1               | 0                | 0                | 0                | 0                | 0                | 0                | 0                | 0                |
| 2010             | FC東京           | 21               | J1               | 0                | 0                | 0                | 0                | 0                | 0                | 0                | 0                |
| 2011             | 湘南             | 27               | J2               | 0                | 0                | -                | -                | 2                | 0                | 2                | 0                |
| 2012             | 湘南             | 27               | J2               | 37               | 0                | -                | -                | 1                | 0                | 38               | 0                |
| 2013             | 湘南             | 1                | J1               | 13               | 0                | 2                | 0                | 0                | 0                | 15               | 0                |
| 2014             | 湘南             | 1                | J2               | 0                | 0                | -                | -                | 0                | 0                | 0                | 0                |
| 2015             | 北九州           | 1                | J2               | 24               | 0                | -                | -                | 1                | 0                | 25               | 0                |
| 2016             | 北九州           | 1                | J2               | 24               | 0                | -                | -                | 2                | 0                | 26               | 0                |
| 2017             | 長野             | 16               | J3               | 30               | 0                | -                | -                | 0                | 0                | 30               | 0                |
| 2018             | 長野             | 16               | J3               | 13               | 0                | -                | -                | 0                | 0                | 13               | 0                |
| 2019             | 長野             | 16               | J3               | 10               | 0                | -                | -                | 1                | 0                | 11               | 0                |
| 2020             | 長野             | 16               | J3               | 5                | 0                | -                | -                | -                | -                | 5                | 0                |
| 2021             | FC東京           | 16               | J1               | 0                | 0                | 0                | 0                | 0                | 0                | 0                | 0                |
| 2022             | 岩手             | 31               | J2               | 1                | 0                | -                | -                | 0                | 0                | 1                | 0                |
| 通算             | 日本             | 日本             | J1               | 13               | 0                | 2                | 0                | 0                | 0                | 15               | 0                |
| 通算             | 日本             | 日本             | J2               | 86               | 0                | -                | -                | 6                | 0                | 92               | 0                |
| 通算             | 日本             | 日本             | J3               | 58               | 0                | -                | -                | 1                | 0                | 59               | 0                |
| 通算             | 日本             | 日本             | JFL              | 17               | 0                | -                | -                | 0                | 0                | 17               | 0                |
| 総通算           | 総通算           | 総通算           | 総通算           | 174              | 0                | 2                | 0                | 7                | 0                | 183              | 0                |

- 2005年5月7日：日本フットボールリーグ初出場 - JFL前期第8節 vs佐川印刷SC (西京極)
- 2012年3月4日：Jリーグ ディビジョン2初出場 - J2第1節 vs京都サンガF.C. (平塚)
- 2013年3月2日：Jリーグ ディビジョン1初出場 - J1第1節 vs横浜F・マリノス (日産)

## タイトル

### クラブ
FC東京U-18
- 日本クラブユースサッカー選手権 (U-18)大会 (2001年[3])

流通経済大学
- 関東大学サッカーリーグ戦1部 (2006年[3])
- 関東大学サッカーリーグ戦2部 (2003年)

FC東京
- Jリーグヤマザキナビスコカップ (2009年[3])
- スルガ銀行チャンピオンシップ (2010年)
- Jリーグ ディビジョン2 (2014年)

### 個人
- デンソーチャレンジカップ 優秀選手 (2004年[25])
- デンソーカップサッカー ベストGK賞 (2004年[3])

## 指導歴
- 2022年 盛岡中央高等学校サッカー部 GKコーチ
- 2023年 - 2024年 FC東京 普及部コーチ
- 2024年 立教大学サッカー部 GKコーチ
- 2025年 - FC町田ゼルビア アシスタントGKコーチ